# 1970 في تشيلي
فيما يلي قوائم الأحداث التي وقعت خلال عام 1970 في تشيلي.

## سياسة

### تعيين في المنصب
- 3 نوفمبر – سلفادور أليندي رئيس تشيلي.
- 3 نوفمبر – كلودوميرو ألميدا وزير الشؤون الخارجية في شيلي.

### انتهاء فترة المنصب
- 3 نوفمبر – إدواردو فري مونتالبا رئيس تشيلي.

## مواليد

### يناير
- 1 يناير – أليخاندرا كوستاماجنا صحفية و كاتبة.

### فبراير
- 26 فبراير – باميلا دياز

### أبريل
- 3 أبريل – مانويل البرتو كلارو

## وفيات

### أكتوبر
- 22 أكتوبر – رينيه شنايدر (مواليد 1913)